# Rolandaël
Roland Baudelet dit Rolandaël, né le 25 juillet 1921 à Argenteuil et mort le 9 septembre 2012 à Eaubonne, est un dessinateur de presse français,.

## Biographie
Fils d'architecte, Roland prépare son entrée à l'école nationale des beaux-arts (Paris) quand la guerre éclate. Il commence par exécuter des dessins dans des revues destinées aux auberges de jeunesse. Soutenu par Maurice Julhès (1896-1985), il expose en 1942 au Salon des humoristes. À la Libération, il décroche un diplôme d'ingénieur puis, travaille pendant vingt ans dans l'industrie, tout en collaborant à des revues auxquelles il livre ses dessins humoristiques et politiques, lesquels sont marqués par un ancrage très à droite : d'abord L'Os à Moelle, Radar (1954-1957), Minute (1962-1964, et 1989-1991), puis VSD ou encore La Croix (1993), Le Monde, Télé 7 jours, Almanach Vermot (1978-1996), etc. En 1965, il reçoit le prix de l'humour décerné par la ville de Bordighera. Au moment de sa retraite, il commence à peindre des toiles. Il a traduit certains de ses dessins en gravures et publié deux recueils illustrés.
Il a entretenu une correspondance avec le dessinateur Bosc.

## Publications
- Démanagement : toutes directions, Montivilliers, C.E.D.S, 1975,  (ISBN 2-85256-011-9).
- Délit et rature. Aphorismes et pamphlets interdits, Paris, L'Æncre, 1986,  (ISBN 978-2-911202-13-1).